# Померун-Супенаам
Померун-Супенаам (англ. Pomeroon-Supenaam) — регіон в Гаяні. Адміністративний центр — місто Ганна-Реджина.
На півночі регіон межує з Атлантичним океаном, на сході з регіоном Острови Есекібо-Західна Демерара, на півдні з регіоном Куюні-Мазаруні, на заході з регіоном Барима-Вайні.

## Населення
Уряд Гаяни проводив три офіційні переписи, починаючи з адміністративних реформ 1980: в 1980, 1991 і 2002 роках. У 2002 році населення регіону досягло 49 253 чоловік. Офіційні дані переписів населення в регіоні Померун-Супенаам:
- 2012: 46810 чоловік
- 2002: 49253 людини
- 1991: 43455 чоловік
- 1980: 42341 чоловік